# Panavia Tornado ADV
El Panavia Tornado ADV (siglas de Air Defence Variant, en español: Variante de Defensa Aérea) es una versión del Panavia Tornado desarrollada como caza interceptor por la compañía British Aerospace para la Royal Air Force. El ADV realizó su primer vuelo el 27 de octubre de 1979 y entró en servicio en el año 1986. Es una aeronave bimotor de largo alcance, originalmente diseñada para interceptar bombarderos soviéticos ante la posibilidad de que llegaran desde el este para atacar al Reino Unido. El Tornado ADV también fue producido para la Real Fuerza Aérea Saudí y empleado por la Aeronautica Militare Italiana. 
A principios del siglo XXI ha comenzado a ser reemplazado por el Eurofighter Typhoon en las tres fuerzas aéreas en las que presta servicio. El Tornado ADV fue retirado de servicio con la Royal Air Force el 22 de marzo de 2011 tras ser completamente reemplazado por el Eurofighter Typhoon Orionlagrasa

## Desarrollo

### Origen
La variante ADV (Air Defence Variant, Variante de Defensa Aérea) del Panavia Tornado fue desarrollada para cumplir con un requerimiento de la RAF (Air Staff Requirement 395 o ASR.395) de un interceptor de largo alcance para reemplazar a los modelos Lightning F.6 y Phantom FGR.2 y operar sobre el Atlántico Norte. La RAF quería un interceptor moderno que hiciera frente a la amenaza de los bombarderos de largo alcance soviéticos, en particular el supersónico Tupolev Tu-22M.
Al comienzo del proyecto MRCA en 1968, el Reino Unido ya tenía la intención de desarrollar el Tornado en la función de interceptor. La idea era aprovechar un modelo ya existente para reducir así los costes del nuevo interceptor y así poder adquirir el mayor número de aviones posibles. Eso no evitó que se dieran varios bandazos en los que se evaluaron aviones como el F-14 Tomcat hasta finalmente decidirse por el ADV. Su desarrollo fue aprobado finalmente el 4 de marzo de 1976, siendo British Aerospace la empresa encargada de ello. Ese mismo año se descubrieron tentativas de espionaje de la Unión Soviética sobre el caza en desarrollo. El primer prototipo fue presentado en el Aeródromo de Warton el 9 de agosto de 1979 y voló por primera vez el 27 de octubre de 1979.

### Prototipos

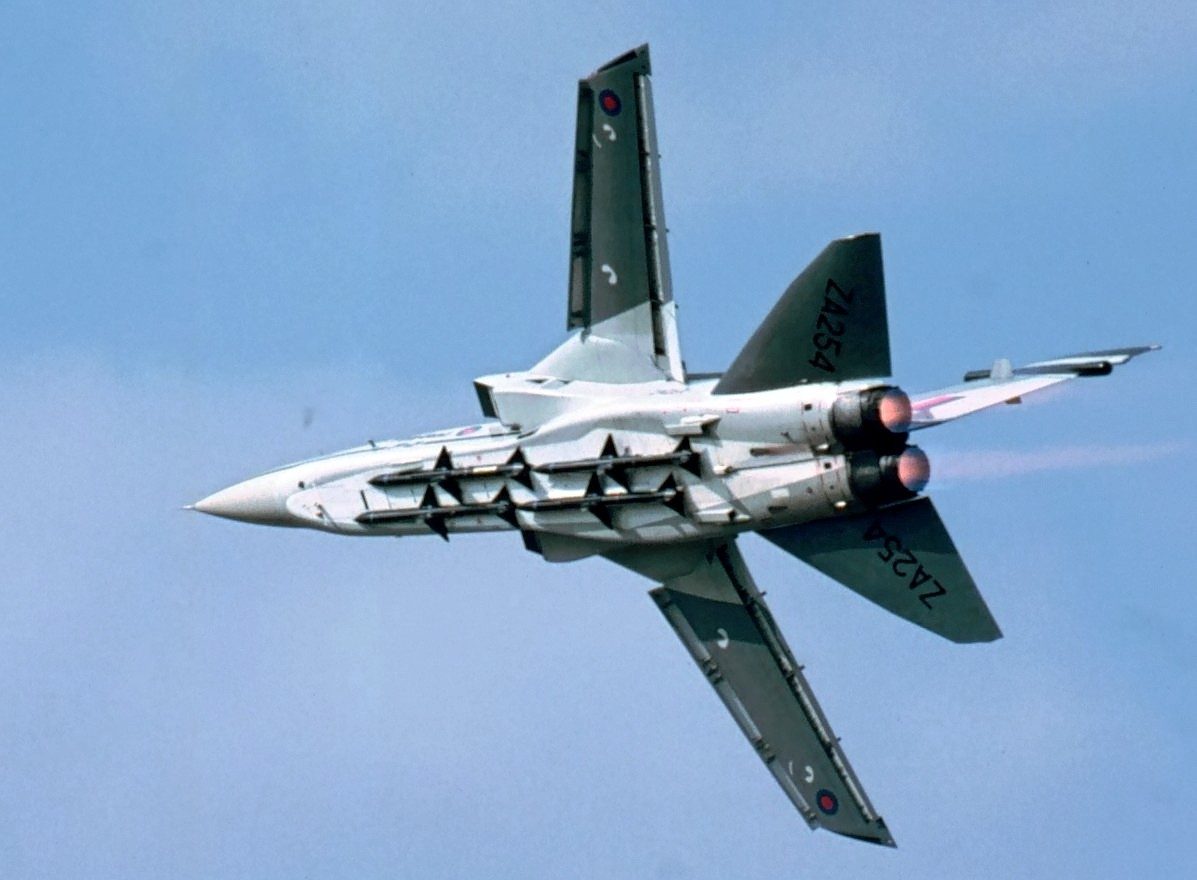
Prototipo A.01 ZA254 del Tornado ADV volando en septiembre de 1980 con misiles Skyflash.

Reino Unido produjo tres prototipos de la versión ADV bajo la designación de versión F.2, sus matrículas eran ZA254, ZA267 y ZA283. El primero en volar, el A.01 ZA254, lo hizo el 27 de octubre de 1979 con David Eagles como piloto de pruebas y Roy Kenward como observador de prueba en vuelo. A continuación se hizo un pedido inicial de 18 aviones F.2, pero durante su producción se terminó una nueva versión del motor RB199. Esta nueva versión incorporó una tobera más grande que producía un empuje significativamente mayor. Ese motor fue designado RB199-34R Mk 104. Los seis primeros F.2 producidos eran de entrenamiento, designados F.2T. El nuevo motor era aproximadamente 35 centímetros más largo que el Mk 103 y el avión requería una modificación de la estructura antes de poderlo instalar. El prototipo A.02 ZA267 fue el primer ejemplar en volar utilizando los nuevos motores y por tanto se convirtió en el prototipo de la versión F.3.

## Diseño
Durante el desarrollo del Tornado, su competencia en el combate aéreo se puso en duda debido a que el avión tiene una maniobrabilidad y agilidad inferior en comparación con cazas de superioridad aérea como el McDonnell Douglas F-15 Eagle estadounidense. Sin embargo, el Tornado no estaba destinado al combate aéreo cerrado, sino que sería un caza de patrulla aérea de combate de gran autonomía para contrarrestar la amenaza de los bombarderos soviéticos durante la Guerra Fría. En comparación con el Tornado IDS, el ADV tiene un 80 % de piezas comunes, pero ofrece una mayor aceleración supersónica, tiene un fuselaje más estrecho para portar misiles aire-aire, y mayor capacidad de combustible; el ADV sólo tiene un cañón interno, e incluye el radar de intercepción aérea Foxhunter con un nuevo equipo de software.

### Sistemas de armas

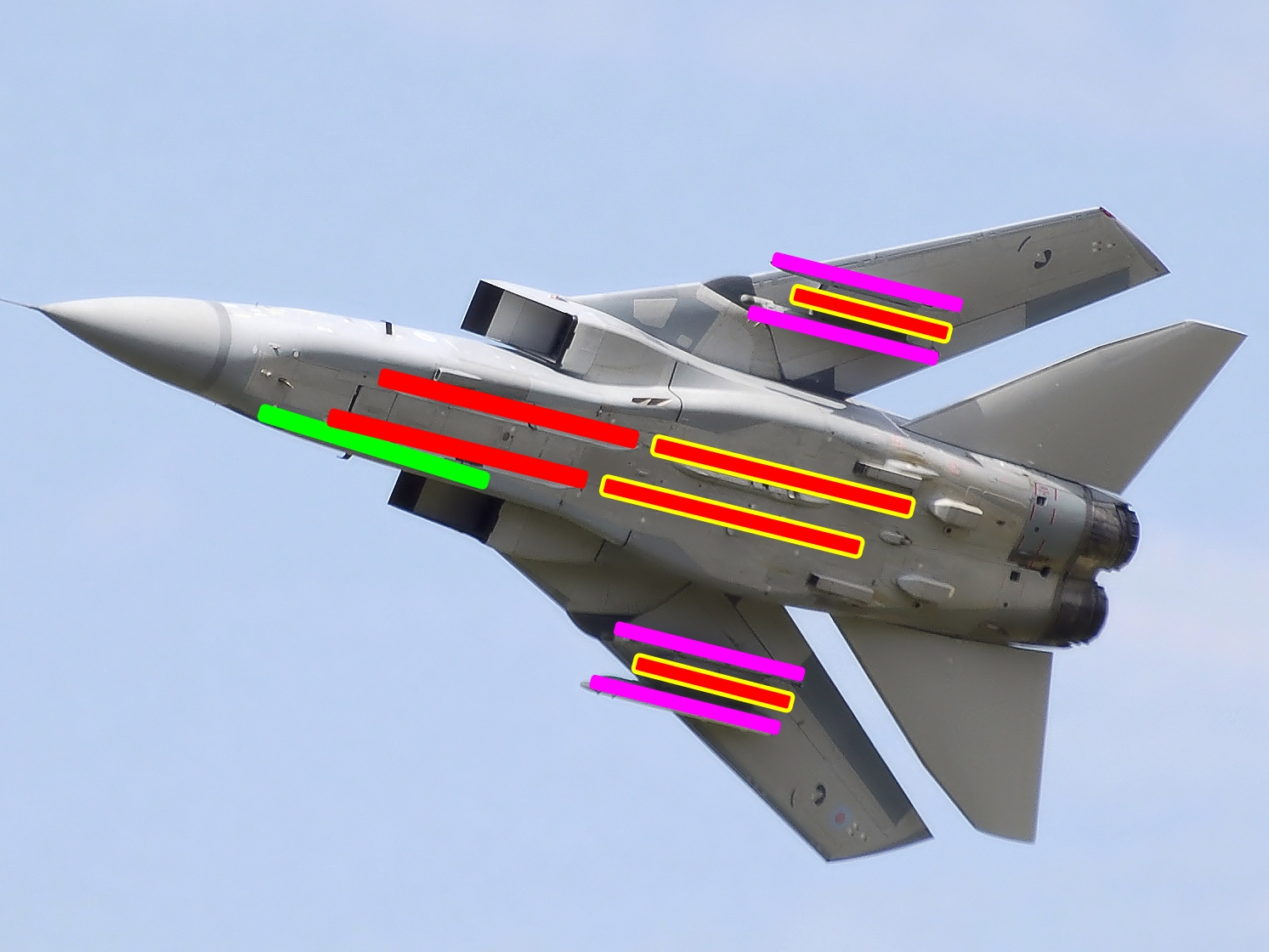
Pilones de anclaje.
Con capacidad para depósitos de combustible.
Lanzadores de misiles aire-aire.
Posición del cañón interno.

El armamento interno del Tornado ADV consiste en un cañón automático Mauser BK-27, de calibre 27 mm, que está ubicado en el lateral derecho de la parte baja del fuselaje frontal del avión y dispone de una munición de 180 proyectiles.
En el exterior el F.3 dispone de hasta 10 puntos de anclaje. Bajo el fuselaje tiene cuatro puntos de anclaje conformados para misiles aire-aire de medio/largo alcance. Bajo las alas tiene dos pilones móviles (para contrarrestar el movimiento de las alas) y cuatro lanzadores de misiles aire-aire de corto alcance acoplados en los laterales de los pilones. En estos soportes puede cargar un conjunto de misiles aire-aire y un máximo de cuatro depósitos de combustible externos (dos en los pilones subalares en misión de combate y 2 adicionales bajo el fuselaje prescindiendo de misiles para vuelo en ferry). Con la modernización EF.3 también puede portar misiles antirradar ALARM.
| Misiles aire-aire       |                                  |
| De corto alcance        | AIM-9L Sidewinder AIM-132 ASRAAM |
| De medio/largo alcance  | Skyflash AIM-120 AMRAAM          |
| Misiles aire-superficie |                                  |
| Misiles antirradiación  | ALARM (EF.3)                     |

## Variantes

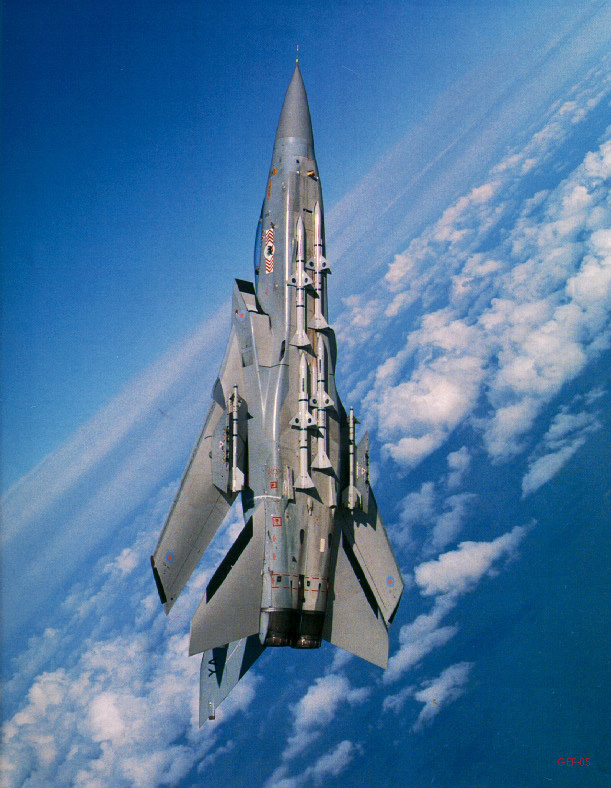
Un Tornado F.3 de la RAF armado con misiles

### Tornado F.2
El Tornado F.2 fue la versión inicial del Tornado ADV en servicio con la Royal Air Force. Su primer vuelo se produjo el 5 de marzo de 1984 y fabricados 18 aparatos en esta versión. Estaba propulsado por los mismos motores RB199 Mk.103 usados por el Tornado IDS. Se descubrieron problemas graves con el radar Foxhunter, que provocaron que el avión fuera inicialmente entregado con lastre de plomo y hormigón instalado en el morro como medida interina hasta que pudiera ser equipado con el equipo de radar. Dado que el radar era esencial para la misión del Tornado ADV no deja de ser irónico el que la RAF aceptara los aviones. Con el habitual sentido del humor británico el lastre fue apodado Blue Circle, juego de palabras que hacía referencia a la nomenclatura de los Códigos Rainbow, y a una marca británica de cemento llamada Blue Circle.
La RAF pronto integró a estos aviones en su red de defensa aérea, iniciando las operaciones sobre el Atlántico Norte en estrecha cooperación con aviones cisterna y aviones radar para sacar el máximo partido de los aviones. Los Tornado F.2 o Mk.2 acabaron siendo almacenados y siendo canibalizados para servir de repuestos para el resto de la flota de Tornados de la RAF. Unos pocos se salvaron temporalmente al ser alquilados a Italia.

### Tornado F.2A
F.2 actualizado al estándar F.3, pero manteniendo los motores del F.2, solo un avión se quedó en esta versión.

### Tornado F.3
Está versión mejorada fue en parte posible gracias a la venta del avión a Arabia Saudita. El Tornado F.3 realizó su primer vuelo el 20 de noviembre de 1985. Incluyó la versión de motores RB.199 Mk.104, que estaba optimizada para uso a gran altitud con toberas de postcombustión más grandes que proporcionaban un mayor empuje. Otras mejoras sobre la versión F.2 eran la capacidad para portar cuatro misiles Sidewinder bajo las alas en vez de dos, y un control de rotación de alas automático. En 1989 entró en funcionamiento un sistema de dispositivo de maniobra automático incorporado, donde la computadora de control de vuelo ajusta automáticamente el barrido del ala para obtener las características de vuelo óptimas. Esto era similar a la capacidad de ala de barrido automático (ASW) del F-14 y mejoró enormemente la maniobrabilidad. Se inició el Programa de Sostenibilidad de la Capacidad (CSP) que incluía la integración de misiles aire-aire ASRAAM y AIM-120 AMRAAM y actualizaciones de radar para mejorar el seguimiento de múltiples objetivos. Se mejoraron también las pantallas del piloto y el navegador, junto al reemplazo de varios de los sistemas informáticos. CSP buscaba la eliminación de la situación que habían creado mejoras del radar Foxhunter implementadas de distintas maneras no homogéneas. Pero el radar causó dificultades en la integración del misil AMRAAM y el ahorro de costos significó que finalmente no se aprovecharon completamente las capacidades de los misiles AMRAAM y ASRAAM. A pesar de todo las actualizaciones intermedias junto con el IFF actualizado se incorporó a los F3 entre diciembre de 2003 y septiembre de 2006.
Los Tornado ADV de la RAF tuvieron su base en Dharan durante la Guerra del Golfo, junto a los ADV sauditas. Sus misiones fueron limitadas debido a que sus medidas IFF y contramedidas de defensa electrónica se juzgaron insuficientes para hacer frente al potencial de defensa antiaérea iraquí. Esto reveló también que la RAF no estaba del todo satisfecha con los aviones, algo normal dado que eran en parte una solución de compromiso. Los ADV volaron 1.147 misiones, 696 la RAF y 451 la RSAF. Tras la guerra patrullaron la zona de exclusión aérea del sur de Irak. Los ADV de la RSAF fueron empleados en 2003 en la invasión de Irak.

### Tornado EF.3
La última modernización, no divulgada hasta principios de 2003, fue la integración del misil antirradiación ALARM para poder llevar a cabo misiones de supresión de defensas aéreas enemigas (SEAD). Los receptores de alerta radar que ya equipaban los F.3 constituyó la base de un efectivo sistema localizador de emisiones usado para localizar antenas de radar. Los aviones modificados recibieron la designación Tornado EF.3, y fueron entregados al 11º Escuadrón de la RAF. Sin ser tan efectivos como el ECR daban una capacidad SEAD creíble a la RAF en una época de presupuestos menguantes.

## Operadores

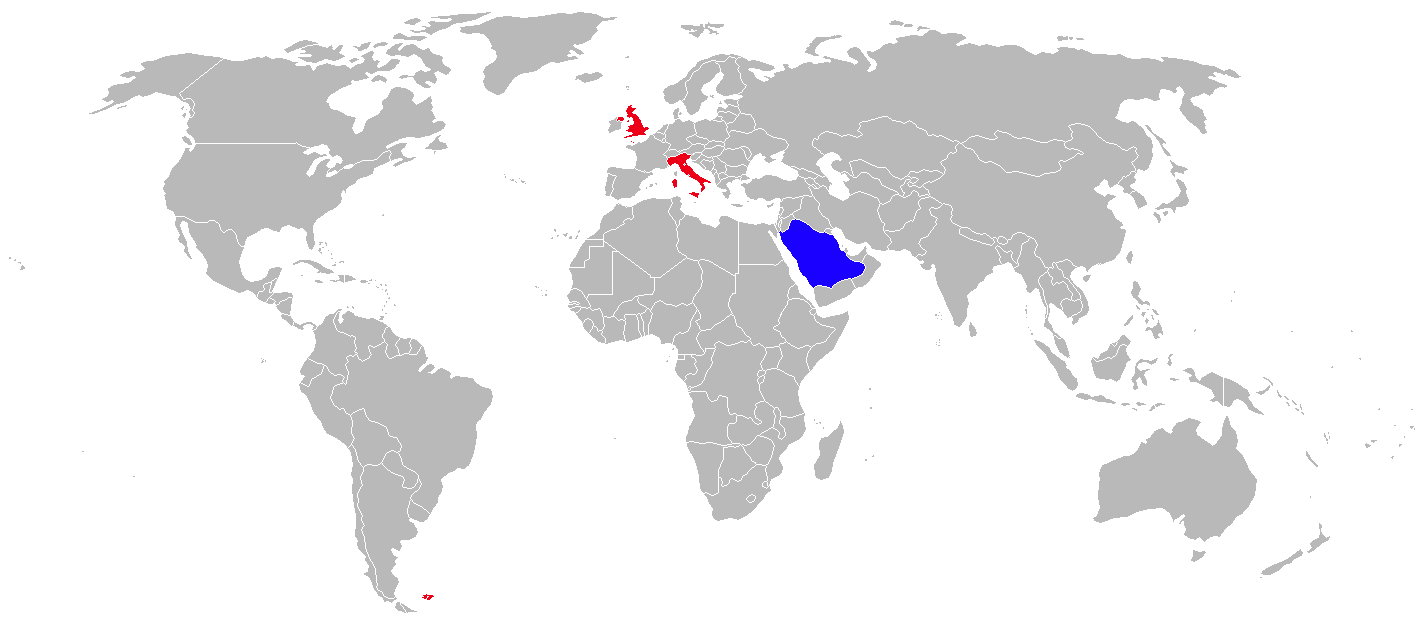
Operadores actuales.
Antiguos operadores.

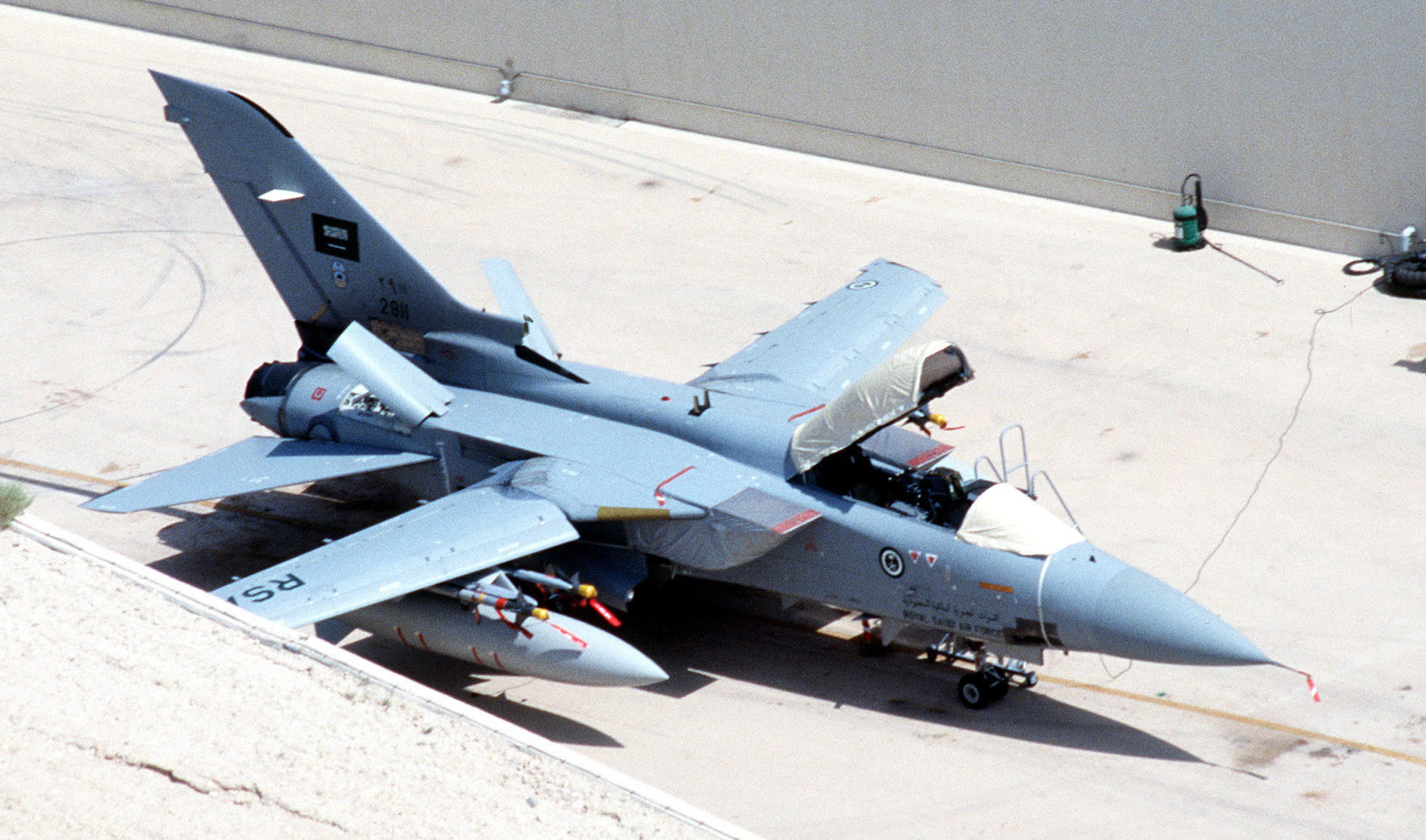
Un Tornado F.3 de la Fuerza Aérea Real Saudí durante la Guerra del Golfo.

Después de que en marzo de 2011 fuera retirado en el último Escuadrón de la Royal Air Force que aún lo operaba, actualmente el Tornado ADV sólo sigue en servicio en la Fuerza Aérea Real Saudí.
Arabia Saudí
- Fuerza Aérea Real Saudí
  - 29º Escuadrón (1989-presente)

Italia
- Aeronautica Militare. Fueron arrendados 24 F.3 procedentes de la RAF por un periodo de diez años como reemplazo provisional del obsoleto Aeritalia F-104S mientras no entraba en servicio del Eurofighter Typhoon.[12]
  - 12º Gruppo, 36º Stormo, (1995-2003)
  - 21º Gruppo, 53.er Stormo (1995-2001)

Reino Unido
- Royal Air Force
  - 5º Escuadrón - RAF Coningsby (1987-2003)
  - 11º Escuadrón - RAF Leeming (1988-2005)
  - 23º Escuadrón - RAF Leeming (1988-1994)
  - 25º Escuadrón - RAF Leeming (1989-2008)
  - 29.º Escuadrón - RAF Coningsby (1987-1998)
  - 43.º Escuadrón - RAF Leuchars (1989-2009)
  - 56.º Escuadrón - RAF Coningsby y RAF Leuchars (1992-2008) (Unidad de conversión operacional)
  - 111.º Squadron - RAF Leuchars (1990-2011)
  - 65.º Squadron - RAF Coningsby (1984-1992) (Unidad de conversión operacional)
  - 1435.º Flight - RAF Mount Pleasant (1992-2009)

## Especificaciones (Tornado F.3)
Referencia datos: Jane's All The World's Aircraft 1993–94.

### Características generales
- Tripulación: 2 (piloto + navegante)
- Longitud: 18,68 m
- Envergadura: (ala de geometría variable)
  - Con una posición de ala a 25°: 13,91 m
  - Con una posición de ala a 67°: 8,60 m
- Altura: 5,95 m
- Superficie alar: 26,6 m²
- Peso vacío: 14.500 kg
- Peso cargado: 21.546 kg
- Peso máximo al despegue: 27.986 kg
- Planta motriz: 2× turbofán con postcombustión Turbo-Union RB199-34R Mk.104.
  - Empuje normal: 40,5 kN (4128 kgf; 9100 lbf) de empuje cada uno.
  - Empuje con postquemador: 73,5 kN (7493 kgf; 16 520 lbf) de empuje cada uno.

### Rendimiento
- Velocidad máxima operativa (Vno): 1480 km/h (920 MPH; 799 kt) (Mach 2,2) a 30.000 pies de altitud
- Radio de acción: 1853 m (6079 ft) en vuelo subsónico, 556 km (300 nmi; 345 mi) en vuelo supersónico
- Alcance en ferry: 4265 m (13 993 ft) con 4 tanques de combustible externos
- Techo de vuelo: 15 240 m (50 000 ft)
- Tiempo de combate: 2 horas de patrulla aérea de combate a 560-740 km de la base

### Armamento
- Cañones: 1× cañón revólver Mauser BK-27 de calibre 27 mm revólver, con 180 proyectiles, montado en la parte baja derecha del fuselaje frontal.
- Puntos de anclaje: 10 en total (4× puntos de anclaje conformados bajo el fuselaje, 2× pilones subalares y 4× lanzadores de misiles aire-aire de corto alcance fijados en los laterales de estos pilones) con una capacidad de 9.000 kg, para cargar una combinación de:    
  - Misiles: 

    - Misiles aire-aire:
      - De corto alcance: 4× AIM-9 Sidewinder o AIM-132 ASRAAM en los 4 lanzadores.
      - De medio-largo alcance: 4× British Aerospace Skyflash o AIM-120 AMRAAM bajo el fuselaje

  - Otros: 2× tanques de combustible externos en los pilones subalares o 4× para vuelo en ferry si se prescinde de los misiles bajo el fuselaje.

### Aviónica
- Radar GEC-Marconi/Ferranti AI.24 Foxhunter

### Desarrollos relacionados
- Panavia Tornado IDS, ECR

### Aeronaves similares
- F-14 Tomcat
- F-15 Eagle
- Mikoyan-Gurevich MiG-25
- Mikoyan MiG-31
- Sukhoi Su-27
- Shenyang J-11
- Shenyang J-15
- Dassault Mirage 4000